# Saadet Özkan
Saadet Özkan, född 1978 i Izmir, är en turkisk människorättsaktivist med fokus på att bekämpa sexuella övergrepp mot barn. 
Saadet Özkan studerade under sin universitetstid PR och kommunikation och avlade en lärarexamen 2004. Hon valde att arbeta i en byskola där det framkom att flera av barnen blivit sexuellt utnyttjade av skolans rektor under flera år. Hon försökte få det hela att drivas som en utredning av kriminella handlingar, men mötte motstånd. Med stöd av bland annat Izmir Bar Association och flera turkiska kvinnorättsföreningar lyckades hon till slut få till en utredning som ledde till åtal.  
Saadet Özkan tilldelades år 2017 International Women of Courage Award.